# Iazurile
Iazurile – wieś w Rumunii, w okręgu Tulcza, w gminie Valea Nucarilor. W 2011 roku liczyła 780 mieszkańców.